# Een

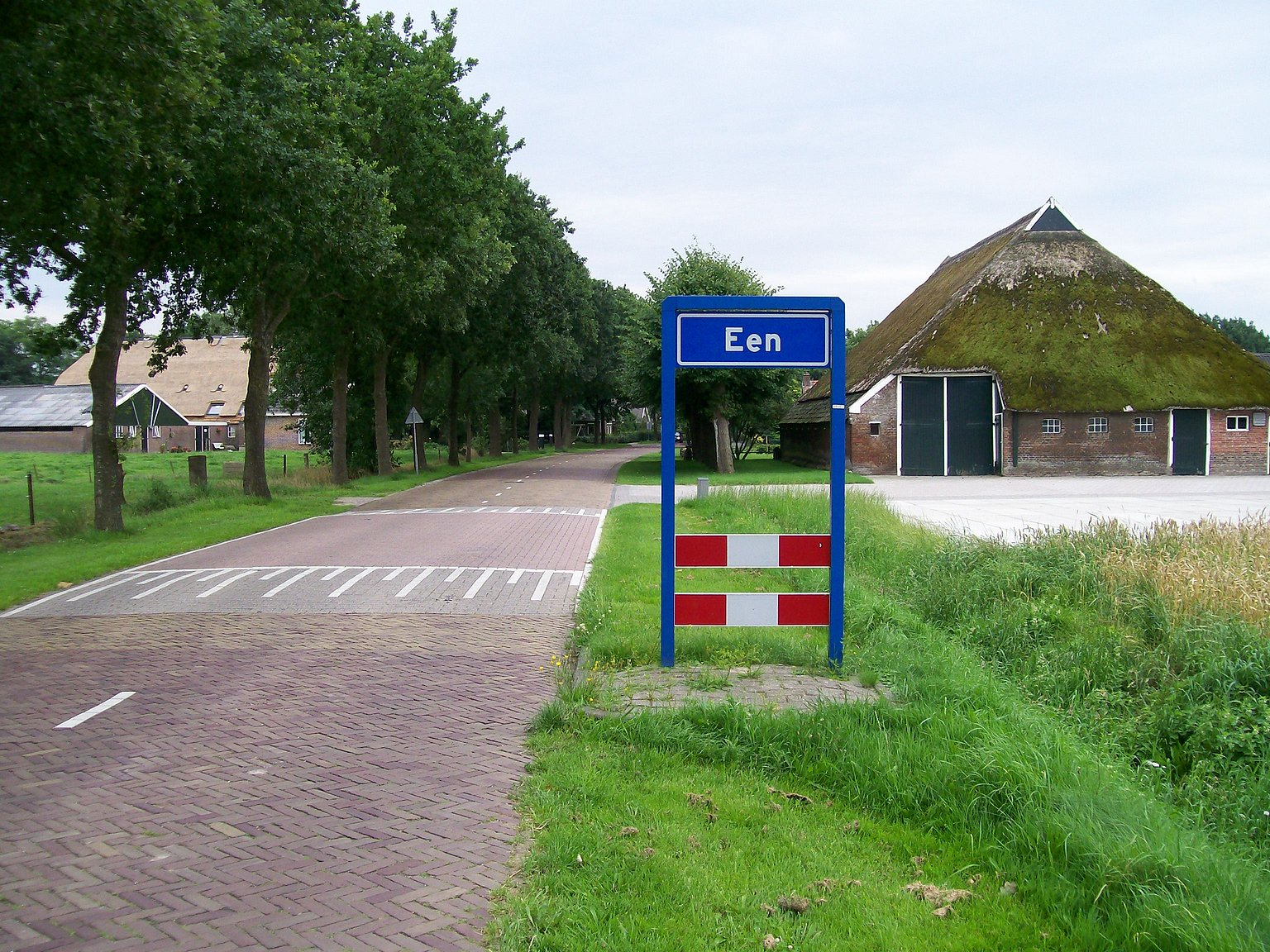
Ortsschild von Een

Een ist ein Dorf in den Niederlanden. Es gehört zur Gemeinde Noordenveld in der Provinz Drenthe. Een hatte am 1. Januar 2024 insgesamt 795 Einwohner.